# Protocalliphora azurea
Protocalliphora azurea är en tvåvingeart som först beskrevs av Fallen 1817.  Protocalliphora azurea ingår i släktet Protocalliphora och familjen spyflugor. Arten är reproducerande i Sverige. Inga underarter finns listade i Catalogue of Life.